# Татјана Ђорђевић
Татјана Ђорђевић - Цица (Београд, 3. марта 1985) је српска певачица рок музике. Широј јавности најбоље позната као учесник емисије Идол и као певачица београдског рок бенда Стрип.

## Почеци
Татјана је почела да се бави музиком још као дете, са тринаест година је учествовала и победила на дечјем фестивалу „Деца певају хитове“ 1998. године. Године 2000. осваја друго место на фестивалу „Први глас Југославије“ са песмом „Зајди, зајди“, с којом 2001. осваја друго место на такмичењу „Први глас Србије“.
Године 2002. учествује у популарној дечјој музичкој емисији „Бајоне Експрес“ где је са песмом „Ти само буди довољно далеко“ постаје хит недеље, а потом и хит месеца октобра. На крају године Цица је постала хит године заједно са свом децом победницима хита месеца. Годину дана касније Татјана оснива свој први бенд „Забрањена зона“ и учествује на такмичењу „Рок инвазија београдских гимназија“. Татјана осваја награду за најбољи вокал, док бенд осваја друго место. Током 2003. и 2004. Цица учествује у емисији „Идол“ где пролази у финале. По завршетку серијала одлази на турнеју са осталим финалистима.
После турнеје, уседила је сарадња са Мирком и Снежаном Вукомановић који су аутори песме „Ко је крив“ са којом је Татјана учествовала на фестивалу „Беовизија“ и „Еуроп(ј)есма“. Од 2006. године Татјана је чланица београдске рок групе „Стрип“ када је и снимљен спот за песму „Ђука“ у коме је први пут представљена јавности као певачица те групе. Убрзо затим Цица почиње снимање свог првог студијског албума, а другог групе „Стрип“ под називом „Психомеханичар“ са кога су до сада издата два сингла, „Психомеханичар“ и „Штиклом у чело.“